# 高審思
高審思（？—？），五代十國時期楊吳及南唐的重要軍事將領。
高審思年少時便事奉楊行密，他以驍勇聞名於軍中。劉信平定虔州，高審思當時爲裨將，屢立戰功。高審思爲人厚重寡言，齊王徐知誥非常驚奇，常使高審思綜領親兵。其後在睿帝楊溥禪讓徐知誥時，高審思拜為壽州節度使，加任中書令。高審思將壽州增修城隍，守備甚為嚴密。有人向高審思說：「以公威畧，守此堅城，何懼而過爲畏儒也？」高審思回答說：「兵機多變，不可不懼，有備無患，策之上也。」
其後後周軍隊南侵壽州，未能卒破，當時的人多認為是高審思留下的功績。其後高審思以七十八高齡於鎮中逝世，諡號為「忠」。
當初有術士曾言高審思位居不到刺史之職，高審思時常受命刺史常州，但是他固辭不行，而其後位兼將相，由始至終都富貴顯赫，可見術士之言不足信。